# Hospitalité (film, 2010)
Pour plus de détails, voir Fiche technique et Distribution.
Hospitalité (歓待, Kantai) est un film japonais réalisé par Kōji Fukada et sorti en 2010.

## Synopsis
Mikio Kobayashi mène une vie paisible dans sa maison familiale de Tokyo aux côtés de sa femme Natsuki, de sa fille Eriko issue d'un premier mariage et de sa sœur Seiko. Épaulé par sa femme à la comptabilité et d'un unique employé, Mikio gère une petite imprimerie qui occupe le rez-de-chaussée. Le quotidien rythmé par le travail est à peine troublé par la perte de la perruche d'Eriko et la pose d'affiches pour la retrouver.
Lorsqu'un inconnu fait son apparition pour signaler qu'il avait aperçu l'oiseau, Mikio ne le reconnait pas, il se présente comme étant Hanataro Kagawa, le fils d'un ami de son défunt père. À partir de ce jour, Hanataro vient quotidiennement à l'imprimerie donner un coup de main, et c'est tout naturellement que Mikio l'embauche lorsque son employé tombe malade, allant même jusqu'à accepter de l'héberger dans une chambre à l'étage lorsque Hanataro lui fait part de certaines difficultés. L'irruption de l'envahissant hôte chamboule les habitudes bien ancrées de la maisonnée d'autant que bientôt, une étrangère peu farouche du nom d'Annabelle et qui se présente comme la femme de Hanataro vient s'installer avec lui à l'étage.

## Fiche technique
- Titre : Hospitalité
- Titre original : 歓待 (Kantai?)
- Réalisation : Kōji Fukada
- Scénario : Kōji Fukada
- Photographie : Ken'ichi Negishi
- Montage : Kōji Fukada
- Musique : Yusuke Kataoka et Kumiko Yabu
- Production : Kōji Fukada et Kiki Sugino (en)
- Sociétés de production : Kinokuniya, Letre, Wa Entertainment, Atom-X, S-D-P, Seinendan
- Direction artistique : Oriza Hirata
- Pays d'origine :  Japon
- Langue originale : japonais
- Format : couleur — 1,85:1 — 35 mm
- Genre : comédie dramatique
- Durée : 96 minutes
- Dates de sortie :
  - Japon : 24 octobre 2010 (festival international du film de Tokyo)[1]
  - France : 4 juillet 2011 (festival Paris Cinéma) ; 26 mai 2021 (sortie nationale)

## Distribution
- Kenji Yamauchi (ja) : Mikio Kobayashi
- Kiki Sugino (en) : Natsuki, la seconde femme de Mikio
- Kanji Furutachi (en) : Hanataro Kagawa
- Bryerly Long : Annabelle, la supposée femme de Hanataro
- Kumi Hyōdō : Seiko Kobayashi, la sœur de Mikio
- Eriko Ono: Eriko, la fille de Mikio issue d'un premier mariage
- Naoki Sugawara : Takahiro Honma, le frère de Natsuki
- Haruka Saito : la première femme de Mikio
- Tatsuya Kawamura : le musicien

## Autour du film
Le film a été tourné à Sumida-ku, à Tokyo avec des comédiens issus pour la plupart de la troupe de théâtre Seinendan (ja). Lors de la conférence de presse à la suite de la remise des prix du festival international du film de Tokyo, Kōji Fukada déclare : « l'histoire n'est pas basée sur ma propre expérience. J'ai pensé qu'il serait intéressant de faire un film sur des étrangers qui seraient amenés à s'installer dans sa maison. L'idée du film s'inspire de Une nuit à l'opéra des Marx Brothers »,.

## Distinctions
- 2010 : Prix de la section « Japanese Eyes » du 23e festival international du film de Tokyo[5]
- 2011 : Prix NETPAC du Festival international du film fantastique de Puchon